# Stazione di Arcore
La stazione di Arcore è una fermata ferroviaria posta sulla linea Lecco-Milano, a servizio dell'omonimo comune, ove è situata al termine est di Via Roma (Piazza Martiri della Libertà); sul territorio di Arcore è presente anche la Stazione di Buttafava, posta sulla ferrovia Monza-Molteno.

## Storia
La stazione fu inaugurata come semplice fermata il 27 Dicembre 1873, contemporaneamente all'attivazione della nuova tratta ferroviaria che dalla stazione di Monza arrivava alla stazione di Calolziocorte (posta sulla già esistente linea ferroviaria Lecco-Bergamo).
Il posizionamento della stazione in Arcore - e nel luogo in cui sorse - venne deciso solo dopo numerose dispute sul tracciato da realizzare per la costruenda ferrovia tra Monza e Lecco, ad opera della Società Anonima Briantea (SAB), i cui progetti vennero più volte modificati: inizialmente in molti prevedevano di far percorrere alla ferrovia i colli briantei fino ad Oggiono e di lì per Lecco, valutando due varianti nel merito; solo in un secondo tempo prese piede l'ipotesi di un tracciato più rettilineo e pianeggiante, avente raccordo in Calolziocorte - ai tempi chiamato "Calolzio" - con la già esistente ferrovia Lecco-Bergamo, il quale sarebbe passato tra Arcore ed Oreno.
Diverse congiunture socioeconomiche sfavorevoli spinsero poi verso l'opzione meno costosa nella realizzazione - anche per la minor lunghezza - e cioè quella che prevedeva il tracciato tra Arcore ed Oreno. A questo punto iniziarono tuttavia pressioni da parte del Comune di Vimercate per spostare il tracciato più vicino a sé, tra Oreno e Vimercate, paventando alla SAB un maggior profitto in termini di traffico e passeggeri tramite la variante più vicina a Vimercate - allora già paese di maggior spessore rispetto Arcore - tuttavia questo si sarebbe tradotto per la SAB in una sicura ed immediata spesa superiore di realizzazione, causa una variante di tracciato di circa 2 km aggiuntivi.
Di contrasto alle pressioni di Vimercate per avvicinare a sé la ferrovia, anche il Comune di Arcore si adoperò per attirare la ferrovia dalla sua parte, e nella scelta definitiva del tracciato da parte della SAB - che infine optò proprio per il tracciato passante attraverso Arcore - buon peso ebbero anche le disponibilità di contribuzione da parte di pubbliche amministrazioni e privati, tra cui il Marchese Emanuele D'Adda di Arcore, dove dal 1868 era consigliere comunale.
In merito al posizionamento della Stazione nel territorio di Arcore, tra le diverse opzioni vincolanti che l'amministrazione comunale diede alla SAB, quest'ultima decise di adottare quella che avrebbe così posto la futura Stazione "prospiciente il viale che facendo capo alla strada provinciale Monza-Lecco conduce in linea retta al Palazzo della Nob. Casa D'Adda".

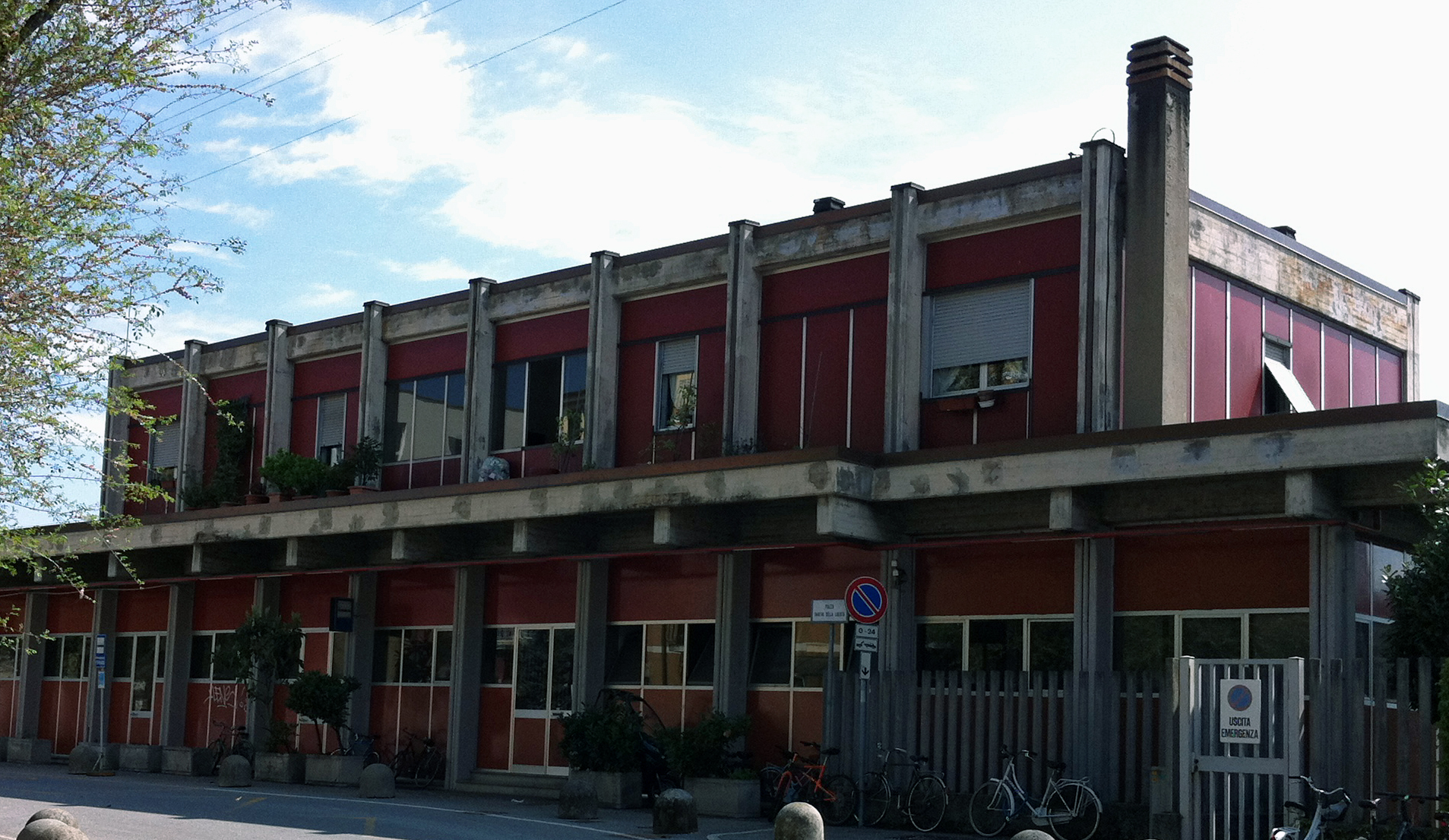
La stazione del 1984 prima dei lavori di restyling del 2014

Nel 1873 venne quindi edificata la stazione, poi abbattuta e sostituita da nuovo fabbricato nel 1984, a 111 anni dalla sua costruzione.
Nel 2014 il fabbricato viaggiatori viene sottoposto a lavori di manutenzione straordinaria per "rimozione dell'amianto e ristrutturazioni delle aree interne aperte al pubblico", cui fecero seguito anche elevazione dei marciapiedi, installazione di 3 ascensori e rifacimento copertura della banchina ad isola a servizio dei binari 2 e 3.

## Strutture e impianti
La stazione è disabilitata e presenziata dall'agente di guardia.
La gestione degli impianti è affidata a Rete Ferroviaria Italiana.
Il fabbricato viaggiatori si compone di tre corpi di cui quello centrale su due livelli e fu realizzato nel 1984 in sostituzione di quello originale del 1873 ed oggetto, tra il 2014 e il 2018, di un’operazione di restyling.
La stazione disponeva di uno scalo merci con annesso magazzino; lo stesso venne in seguito smantellato mentre il magazzino è stato convertito a deposito. L'architettura del magazzino è molto simile a quella delle altre stazioni ferroviarie italiane.
Il piazzale è attualmente composto da due binari atti al servizio viaggiatori, dotati di banchine, riparate da pensiline, e collegate fra loro da un sottopassaggio accessibile da entrambi i lati della ferrovia. Dal 2018 i tre punti di salita/discesa del sottopasso sono dotati anche di ascensori, e l'altezza sul piano del ferro delle banchine è adeguata per l'incarrozzamento a raso.

## Movimento
La stazione è servita dai treni della relazione S8 (Milano-Lecco) del servizio ferroviario suburbano di Milano a cadenza semioraria e dai treni regionali Milano P. Garibaldi-Carnate-Bergamo a cadenza oraria, servizi svolti da Trenord nell'ambito del contratto di servizio stipulato con la Regione Lombardia.

## Servizi
La stazione offre i seguenti servizi:
- Biglietteria automatica
- Sala d'attesa
- Bar
- Servizi igienici

## Interscambi
- Fermata autobus